# Корна-Іманья
Корна-Іманья (італ. Corna Imagna) — муніципалітет в Італії, у регіоні Ломбардія, провінція Бергамо.
Корна-Іманья розташована на відстані близько 500 км на північний захід від Рима, 50 км на північний схід від Мілана, 18 км на північний захід від Бергамо.
Населення — 949 осіб (2014).
Покровитель — s.s. Simone e giuda
festivo:28 ottobre.

## Демографія
Населення за роками:

Станом на 1 січня 2023 року в муніципалітеті офіційно проживало 100 іноземців з 12 країн, серед них 2 громадяни країн Євросоюзу та 2 громадяни України.

## Сусідні муніципалітети
- Блелло
- Валь-Брембілла
- Фуїп'яно-Валле-Іманья
- Локателло
- Рота-д'Іманья
- Сант'Омобоно-Терме